# Edykt Rotariego
Edykt Rotariego (Edykt Rotara, Edykt Rotaryka) – pierwszy oficjalny zbiór prawa longobardzkiego, który ogłosił król Rotar 22 listopada 643 r. w Pawii (Edictus Rothari regis). 
Liczący 388 artykułów, dzielących się tematycznie następująco:
- rozdziały 1–14 – przestępstwa polityczne;
- rozdziały 15–145 – przestępstwa cywilne wobec osób;
- rozdziały 146–152 – przestępstwa cywilne wobec rzeczy;
- rozdziały 153–167 – regulacje prawne w zakresie dziedziczenia;
- rozdziały 168–177 – donacje i testamenty;
- rozdziały 178–222 – prawo rodzinne;
- rozdziały 223–226 – fałszerstwa;
- rozdziały 227–358 – regulacje dotyczące własności, obligacji i umów;
- rozdziały 359–365 – procedury procesowe;
- rozdziały 366–388 – rozporządzenia specjalne.

Edykt stanowi przykład wczesnośredniowiecznego spisu germańskiego prawa zwyczajowego, który w sposób usystematyzowany prezentuję treść norm prawnych typowych dla ludów barbarzyńskich. Został napisany w języku łacińskim, ale występuje w nim także longobardzkie nazewnictwo prawne.
Wpływ na treść Edyktu Rotara wywarły przepisy prawa innych plemion germańskich, w szczególności Wizygotów. Natomiast w niewielkim stopniu zaznaczyło się w nim oddziaływanie prawa rzymskiego. Szersza recepcja prawa rzymskiego nastąpiła dopiero w ustawach wydawanych później przez katolickiego króla Liutpranda.
Kolejni władcy longobardzcy rozszerzali edykt, i tak:
- Grimoald - dodaje 9 rozdziałów (668);
- Liutprand - 153 rozporządzenia w okresie 713-735;
- Ratchis - 14 rozporządzeń w latach 745-746;
- Aistulf - 9 rozporządzeń w 750 i 13 w 755.